# 5 tháng 11
Ngày 5 tháng 11 là ngày thứ 309 (310 trong năm nhuận) trong lịch Gregory. Còn 56 ngày trong năm.

## Sự kiện
- 1138 – Hoàng thái tử Thiên Tộ mới hai tuổi khi lên ngôi hoàng đế triều Lý, tức Lý Anh Tông, Đỗ Anh Vũ là người nhiếp chính.
- 1605 – Âm mưu thuốc súng: Guy Fawkes bị bắt giữ.
- 1757 – Chiến tranh Bảy Năm: Quân đội Phổ của Friedrich II chiến thắng trước quân Pháp gần làng Rossbach nay thuộc Đức.
- 1838 – Cộng hòa Liên bang Trung Mỹ bắt đầu giải thể khi Nicaragua thoát ly Liên bang.
- 1854 – Chiến tranh Krym: Liên quân Anh-Pháp đánh bại Nga ở Inkerman nay thuộc Ukraina.
- 1862 – Nội chiến Hoa Kỳ: Abraham Lincoln loại bỏ George Brinton McClellan khỏi chức vụ tư lệnh Lục quân Liên hiệp lần thứ nhì và cuối cùng.
- 1911 – Sau khi tuyên chiến với Đế quốc Ottoman vào tháng 9, Ý thôn tính Tripoli và Cyrenaica.
- 1914 – Chiến tranh thế giới thứ nhất: Pháp và Anh tuyên chiến với Đế quốc Ottoman.
- 1924 – Trực hệ quân phiệt Phùng Ngọc Tường trục xuất Hoàng đế cuối cùng của nhà Thanh là Phổ Nghi khỏi Tử Cấm Thành ở Bắc Kinh, Trung Quốc.
- 1999 – Công ty Cổ phần trách nhiệm hữu hạn Dầu khí Trung Quốc (PetroChina) được thành lập, hiện là công ty có giá trị vốn hóa thị trường lớn nhất thế giới
- 2006 – Saddam Hussein, cùng Barzan Ibrahim al-Tikriti và Awad Hamed al-Bandar bị tuyên tử hình trong phiên tòa về vai trò của họ trong sự kiện tàn sát 148 người Hồi giáo Shi'a vào năm 1982.
- 2007 – Tàu không gian không người lái đầu tiên của Trung Quốc là Hằng Nga 1 đi vào quỹ đạo Mặt Trăng.

## Sinh
- 1787 – John Richardson, nhà tự nhiên học, bác sĩ phẫu thuật người Scotland (m. 1865)
- 1815 – Võ Thị Viên, phong hiệu Nhất giai Lương phi, phi tần của vua Thiệu Trị nhà Nguyễn (m. 1880).
- 1901 – Trần Huy Liệu, nhà văn, nhà cách mạng, nhà báo Việt Nam (m. 1969).
- 1909 – Hoàng Văn Thụ, nhà cách mạng Việt Nam (m. 1944)
- 1918 – Nguyên Hồng, nhà văn Việt Nam (m. 1982)
- 1923 – Châu Kỳ, nhạc sĩ người Việt (m. 2008)
- 1981 - Bình Minh, diễn viên và người mẫu Việt Nam
- 1983 - Huỳnh Đông, diễn viên Việt Nam
- 1986 – Kwon Boa, ca sĩ, thành viên công ty SM
- 1987 – Kevin Jonas, ca sĩ, nhạc sĩ, thành viên nhóm nhạc Jonas Brothers

## Mất
- 1660 – Alexandre de Rhodes, nhà truyền giáo Dòng Tên và là nhà ngôn ngữ học người Avignon
- 1879 – James Clerk Maxwell, nhà vật lý người Scotland
- 1886 – Nguyễn Phúc Miên Định, tước phong Thọ Xuân vương, hoàng tử con vua Minh Mạng nhà Nguyễn (s. 1810).
- 1919 – Nguyễn Phúc Miên Lịch, tước phong An Thành vương, hoàng tử con vua Minh Mạng (s. 1841).